# Jussi Niva
Jussi Niva, född 5 februari 1966 i Pello i Finland, är en finländsk målare och fotograf. 
Jussi Niva utbildade sig vid Konstuniversitetets Bildkonstakademi i Helsingfors 1984-89. Han är (2009) professor där.
År 1992 deltog Jussi Niva IX i DOCUMENTA IX i Kassel i Tyskland och 1993 i Venedigbiennalen. Han fick Carnegie Art Award stipendium för unga konstnärer 1998.

## Offentliga verk
- Exponera, 1998, Nordsjö metrostation i Helsingfors
- Folkhälsoinstitutet i Solna, 2011